# IFPI Grécia
Association of Greek Producers of Phonograms ou IFPI Grécia é uma empresa oficial que representa as indústrias fonograficas da Grécia. É também associada ao IFPI.